# Guilty All the Same
Guilty All the Same è un singolo del gruppo musicale statunitense Linkin Park, pubblicato il 7 marzo 2014 come primo estratto dal sesto album in studio The Hunting Party.

## Descrizione
(Mike Shinoda)
Terzo brano di The Hunting Party, Guilty All the Same è caratterizzato da una lunga introduzione, che la critica specializzata ha ritenuto molto simile a quelle composte dagli Avenged Sevenfold. È inoltre riconducibile, come genere, al rap metal dei primi anni di carriera dei Linkin Park. Secondo le parole di Mike Shinoda, la ragione di pubblicare il brano come singolo è dovuto al fatto che si tratta di «un ottimo sguardo all'interno del DNA dell'album che stiamo mettendo fuori quest'estate».
La sezione centrale, che arriva al terzo minuto, è caratterizzata da alcune strofe eseguite dal rapper statunitense Rakim del duo old school Eric B. & Rakim, ritenuto da Shinoda come uno dei suoi idoli.

## Pubblicazione
Inizialmente anticipato da un'anteprima di 20 secondi, pubblicata il 3 marzo 2014 sul canale YouTube del gruppo, Guilty All the Same è stato inizialmente reso disponibile per l'ascolto attraverso Shazam a partire dal 5 marzo 2014. Il brano ha ottenuto un buon riscontro sia da parte dei fan che da parte dei critici musicali a causa del sound, il quale si discosta notevolmente dai precedenti album A Thousand Suns (2010) e Living Things (2012).
Il singolo è stato distribuito nei principali negozi digitali di musica a partire dal 7 marzo 2014, data in cui è stato pubblicato anche il lyric video.

## Video musicale
Il video realizzato per Guilty All the Same, reso disponibile il 25 marzo 2014, è una collaborazione tra i Linkin Park e Project Spark di Microsoft. Secondo quanto affermato dal DJ del gruppo Joe Hahn, non si tratta di un video musicale tradizionale ma di una base di partenza per i fan, i quali hanno dovuto creare, modificare e condividere la propria versione del video.
Il video animato creato da Hahn, ispirato al videogioco Temple Run, mostra per tutta la durata del brano un personaggio ossessionato dalla colpevolezza che corre attraverso un'ambientazione oscura.

## Tracce
Testi e musiche dei Linkin Park e William Griffin.
Download digitale
1. Guilty All the Same – 5:55

CD promozionale (Regno Unito)
1. Guilty All the Same (Album Version) – 5:55
2. Guilty All the Same (Shorter Edit) – 3:52

## Formazione
Hanno partecipato alle registrazioni, secondo le note di copertina di The Hunting Party:
Gruppo
- Chester Bennington – voce
- Mike Shinoda – chitarra ritmica, tastiera, pianoforte
- Brad Delson – chitarra solista, cori
- Phoenix – basso, cori
- Rob Bourdon – batteria, percussioni, cori
- Joe Hahn – campionatore, programmazione, cori

Altri musicisti
- Rakim – voce aggiuntiva

Produzione
- Mike Shinoda – produzione, ingegneria del suono
- Brad Delson – produzione
- Ethan Mates – ingegneria del suono
- Josh Newell – montaggio digitale
- Alejandro Baima – assistenza tecnica
- Brendan Dekora – assistenza tecnica aggiuntiva
- Jennifer Langdon – assistenza tecnica aggiuntiva
- Andy Wallace – missaggio
- Paul Suarez – ingegneria Pro Tools
- Del Bowers – assistenza al missaggio
- Emily Lazar – mastering
- Rich Morales – assistenza al mastering

## Classifiche

### Classifiche settimanali
| Classifica (2014)                | Posizione massima |
| -------------------------------- | ----------------- |
| Austria                          | 48                |
| Francia                          | 116               |
| Germania                         | 32                |
| Italia                           | 95                |
| Polonia (radio)                  | 27                |
| Regno Unito                      | 138               |
| Regno Unito (rock & metal)       | 3                 |
| Stati Uniti                      | 117               |
| Stati Uniti (alternative)        | 21                |
| Stati Uniti (mainstream rock)    | 1                 |
| Stati Uniti (rock & alternative) | 19                |
| Svizzera                         | 50                |

| Classifica (2014)                | Posizione massima |
| -------------------------------- | ----------------- |
| Stati Uniti (mainstream rock)    | 13                |
| Stati Uniti (rock & alternative) | 54                |